# 2214 Carol
2214 Carol è un asteroide della fascia principale del diametro medio di circa 25,22 km. Scoperto nel 1953, presenta un'orbita caratterizzata da un semiasse maggiore pari a 3,1682311 UA e da un'eccentricità di 0,2607181, inclinata di 14,25062° rispetto all'eclittica.